# Krîva, Teceu
Krîva (în ucraineană Крива) este o comună în raionul Teceu, regiunea Transcarpatia, Ucraina, formată numai din satul de reședință.

## Demografie
Componența lingvistică a comunei Krîva
     Ucraineană (99,47%)
     Alte limbi (0,52%)
Conform recensământului din 2001, majoritatea populației comunei Krîva era vorbitoare de ucraineană (99,47%), existând în minoritate și vorbitori de alte limbi.